# Voodoo (album)
Voodoo je osmi studijski album danskog heavy metal-sastava King Diamond objavljen 24. veljače 1998. Prvi je album na kojem se pojavio bubnjar John Luke Hébert i posljednji na kojem je svirao gitarist Herb Simonsen i basist Chris Estes. Autor naslovnici je Kristian "Necrolord" Wåhlin.
Voodoo remasterirao je gitarist Andy LaRocque i ponovno ga je objavio 2009.

## Radnja
Radnja albuma odvija se 1932. Glavni likovi su obitelj Lafayette koju čine Sarah (koja je trudna), David i djed. Sele se u staru kolonijalnu kuću na rijeci Mississippi, sjeverno od Baton Rougea, koja je također izgrađena pokraj vudu groblja.
Lafayettei nisu znali da sluga kolonijalne kuće, Salem, prakticira vudu. Salem sudjeluje u vudu ritualima na groblju, s Doctorom le Croixom, vudu čarobnjakom, Madame Saritom i Lulom Chevalier, djevojkom koju nitko ne vidi.
Lafayetteovi čuju vudu bubnjeve na ceremoniji na groblju. Sazivaju tajni sastanak sa Salemom kako bi razgovarali o tome što bi trebalo učiniti. Lafayetteovi odlučuju uništiti vudu groblje. Salem ne želi da se to dogodi, pa se iskrada u ponoć kako bi razgovarao s Doktorom le Croixom. Le Croix daje Salemu novac da kupi prašinu od gomolja i govori mu da svi Lafayetteovi moraju umrijeti.
Salem stavlja zmiju u Davidovu sobu, miješa prljavštinu s ukletog groblja u djedovu hranu i, nakon razgovora s mrtvim Barunom Samedijem, posipa Saru prahom od gomolja dok spava. David i djed teško se razbole, a Sarah bude opsjednuta vudu duhom.
Djed uspije nazvati oca Malonea, Egzorcista. Otac Malone putuje u kolonijalnu kuću kako bi se Saru riješio njezinog posjednika. On ne uspije i onesvijesti se od iscrpljenosti. Iako je u nesvijesti, Lula opsjednutoj Sari donosi teški, čavlima izbušen svečani križ Baruna Samedija. Sarah napada Malonea s križem, gotovo ga ubijajući. Djed ulazi i govori Sarah da prestane, što ona i čini, što spašava život oca Malonea. Djed zove policiju i hitnu pomoć koja dolazi dva sata kasnije.
Povijest završava Salemovim govorom o posljedicama situacije, što također otkriva da je pobjegao od događaja u vili. On objašnjava da su Lafayetteovi napustili staru kolonijalnu kuću nakon izlaska iz bolnice. Dijete Sarahi je rođeno i govorilo je "najčudnijim jezikom... unatrag. Neki stručnjak je izgovorio riječ..."Voodoo"..."

## Popis pjesama
Tekstovi: King Diamond, glazba: King Diamond, osim gdje je navedeno drugačije.
| 1.    | »Louisiana Darkness«    |                      | 1:43  |
| 2.    | »"LOA" House«           | Andy La Rocque       | 5:33  |
| 3.    | »Life After Death«      |                      | 5:41  |
| 4.    | »Voodoo«                |                      | 4:34  |
| 5.    | »A Secret«              | La Rocque            | 4:04  |
| 6.    | »Salem«                 |                      | 5:18  |
| 7.    | »One Down Two to Go«    | Diamond, Chris Estes | 3:46  |
| 8.    | »Sending of Dead«       |                      | 5:40  |
| 9.    | »Sarah's Night«         |                      | 3:22  |
| 10.   | »The Exorcist«          | La Rocque            | 4:53  |
| 11.   | »Unclean Spirits«       | Estes                | 1:49  |
| 12.   | »Cross of Baron Samedi« |                      | 4:30  |
| 13.   | »If They Only Knew«     |                      | 0:32  |
| 14.   | »Aftermath«             |                      | 10:32 |
| 61:57 |                         |                      |       |

## Zasluge
| King Diamond - King Diamond – vokal, klavijature, čembalo, organ, produkcija, miks, mastering, digitalna montaža - Andy La Rocque – gitara, klavijature, produkcija - Herb Simonsen – gitara - Chris Estes – bas-gitara, akustična gitara, klavijature, miks (asistent) - John Luke Hébert – bubnjevi Dodatni glazbenici - Dimebag Darrell – solo-gitara (na pjesmi "Voodoo") | Ostalo osoblje - Kristian Wåhlin – naslovnica albuma - Sterling Winfield – produkcija, inženjer zvuka, miks, digitalna montaža - Kol Marshall – drugi inženjer zvuka, digitalna montaža - Henrik Hildebrandt – fotografije - Peter Bladskog – fotografije - Ray Landry – fotografije - Donna Lynch – fotografije - Brian Ames – dizajn |